# 28 Days Later: The Aftermath
28 Days Later: The Aftermath Es una novela gráfica continuación de la exitosa película 28 Days Later escrita por Steve Niles y distribuida por Fox Atómic Comics. Fue puesta en venta el 3 de abril de 2007. El libro llena el vacío entre la película original y su secuela 28 Weeks Later. Se explora la interconexión de las historias e indaga con mayor profundidad en el desarrollo del virus de la rabia, la batalla por la supervivencia que se produjo una vez que se desató en Londres, y finalmente las decisiones que se tomaron para restablecer el orden en la devastada ciudad.

## Argumento
El libro se divide en cuatro capítulos que comienzan con la creación del virus, antes del brote que tiene lugar varios meses después. Las tres primeras historias siguen a grupos o individuos a través de su odisea en Londres; la cuarta trae a los supervivientes de estas historias a su destino final.

### Capítulo 1: Desarrollo
El primer capítulo comienza tiempo antes del brote inicial. Empieza de forma similar a 28 Days Later, con un experimento de los actos de violencia, que pronto se manifiesta en lo que veía en unas pantallas de televisión, mostrando escenas de los crímenes que habían tenido lugar en Londres la noche anterior. Dos científicos, llamados Clive y Warren, están tratando de desarrollar un inhibidor que puede ser usado para el control de los impulsos agresivos en los seres humanos.
Warren trae a un violento criminal como conejillo de indias para el experimento, para lo cual sobornó a un policía. Cuando se demuestra que el sujeto reacciona violentamente, Clive y Warren se ven obligados a asesinarlo y ocultar su cuerpo. A pesar de sus recelos, Clive está inevitablemente comprometido con el proyecto.
Warren decide que el único modo posible de difundir ampliamente su invento es a través del contagio. Modifica genéticamente el Virus Ébola para llevar a cabo el invento, en desacuerdo con Clive. Semanas más tarde, el virus ha mutado, invirtiendo el efecto antiviolencia: el Virus de la Rabia ha nacido. Frustrado, Clive renuncia en el acto. Más tarde, hace una llamada desde un teléfono público a un grupo ecoterrorista llamado Frente de Liberación Animal, y luego se pega un tiro, tratando de suicidarse. Esto le da al lector una idea de cómo comenzó la infección y la devastación que trajo a Gran Bretaña.
Posteriormente, se ve a Warren, que está sentado en su escritorio, hablando con un desconocido por teléfono. 
Warren le informa que el virus ha tenido un efecto inverso. De repente se corta el teléfono. Warren, en este momento, escucha un extraño ruido procedente del piso de abajo. Él se acerca a una puerta y no se da cuenta del peligro. Al abrir la puerta, Warren es derribado por un mono que le vomita sangre en la cara infectándolo con el Virus de la Rabia.

### Capítulo 2: Brote
Este capítulo comienza el día después del brote en el laboratorio. Una familia de cinco miembros está en un Pícnic en un parque en Cambridge. El hijo menor, Liam, ve a un chimpancé en un árbol; el mono se arroja sobre él y vomita sangre en su rostro. El padre del niño, Roger, reacciona y mata al animal. Un equipo de paramédicos pasa cerca, ya que asistían a un ciclista con lesiones menores, y se apresuran a la ayuda del muchacho. Le llevan en su ambulancia y le dicen a la familia que los sigan en su propio vehículo a medida que llevan al niño deprisa a un hospital en Londres. La familia sigue a la ambulancia, en el camino sus miembros son testigos de escenas de masacre en masa a lo largo del camino que precede a la infección total.
Inevitablemente, Liam se convierte en un Infectado y contagia a los dos paramédicos que estaban con él. Cuando el conductor abre la puerta trasera de la ambulancia para ver que sucedía, los paramédicos y Liam se arrojan sobre él, y la familia de Liam se da cuenta de que algo está saliendo terriblemente mal.
Días más tarde, los cuatro miembros de la familia se esconden en una casa mientras se levantan barricadas en Londres. Las noticias en la radio son terribles. El hijo mayor, Sid, sugiere que intenten escapar hacia zona segura por el Támesis. Llegan al Puente de Westminster con infectados pisándoles los talones. Los padres Roger y Barbara incitan a sus hijos para ir a refugiarse en un bote pequeño pero funcional, que flota por debajo de unas lanchas, prometiéndoles ir después con ellos. Pero ellos permanecen en el puente atrayendo a los infectados, permitiendo que Sid y Sophie logren escapar río arriba desapercibidos.

### Capítulo 3: Diezmo
La historia tiene lugar entre 29 y 32 días después del brote inicial. Aproximadamente transcurre al mismo tiempo que el comienzo de 28 Days Later. Un único superviviente llamado Hugh permanece en la ciudad de Londres como único habitante, y pasa sus días cazando a los infectados con un machete y un fusil SA80 que robó de una barricada militar.
Comienza con una silueta de una persona infectada atraída en busca de algún ser humano, sólo para saber que es un maniquí rociado con perfume. Esto confirma que los infectados usan su sentido del olfato para localizar a los seres humanos y los distinguen de los demás infectados. Entre otras cosas los olores de productos químicos tales como champú y perfumes parecen atraer a los infectados.
Antes de que Hugh pueda reaccionar, él es atacado por otro superviviente que llevaba equipo SWAT y una máscara de hockey. Logra evadir al agresor. Hugh prepara un plan para eliminar esta amenaza mortal, consigue muchas municiones (y perfume), y se prepara para la caza.
Después de haber sido emboscado por Hugh, el otro superviviente se retira a su transporte militar. Hugh rocía el vehículo con un galón de perfume desde una azotea y antes que el otro superviviente pueda averiguar que trama, está rodeado por infectados.
Hugh dispara al vehículo hasta que enciende su tanque de gasolina, causando la muerte de un gran número de infectados. Detrás de él, sin embargo, escucha un sonido familiar y ve que va llegando la Armada de los Estados Unidos y se ven varios Grumman F-14 Tomcat sobrevolando el centro de Londres.

### Capítulo 4: Cuarentena
Esta última historia tiene lugar de 38 a 42 días después de la infección inicial. Sid y su hermana Sophie han llegado a un centro de refugiados y ahora son voluntarios en el hospital, donde se encuentran con la llegada de nuevos pacientes traídos de uno de los hospitales de la ciudad. 
Uno de ellos es Clive, que ha sobrevivido a su intento de suicidio. Inicialmente intenta explicar su participación directa, pero decide ocultar su responsabilidad sobre la infección. En lugar de ello, explica lo que puede acerca del virus.
Sid, mientras tanto, se convierte en el mejor amigo de Hugh. Hugh, inicialmente, se negó a ser llevado al campamento y explica sus recelos a Sid.
Eventualmente, Hugh es capaz de convencer a Sid, Sophie y Clive que deben escapar. Roban algunos uniformes y armas, pero son descubiertos. Sid y Hugh se ofrecen a permanecer detrás para retrasar a los soldados que están tras ellos, pero mueren por una lluvia de disparos de armas de fuego.
Más tarde, en la colina, Clive descansa por un momento con Sophie y revela que estaba en el equipo que desarrolló el virus que mató a su familia y advierte de que podría mutar de nuevo. Trata de pedirle ayuda para encontrar la manera de revertir los efectos del virus. En lugar de ello, Sophie lo besa y luego le dispara en la cabeza. Posteriormente, ella tira su pistola, y permite que un francotirador a bordo de un helicóptero de búsqueda le dispare en la cabeza.